# 大卫·布儒斯特
大卫·布儒斯特爵士 KH PRSE FRS FSA FSSA MICE（英語：Sir David Brewster，1781年12月11日—1868年2月10日），蘇格蘭數學家、物理學家、天文學家、發明家及作家。布儒斯特在光學範疇的貢獻最為顯著。他研究了壓縮所致雙折射現象，並發現了光彈性效應，從而建立了礦物光學。威廉·休厄爾稱其為「現代實驗光學之父」和「光學中的約翰內斯·開普勒」。他發明了萬花筒，並改良了用於攝影的立體鏡。他稱此為「透鏡立體鏡」，這是首個能隨身攜帶的3D眼鏡。他也發明了雙筒照相機、兩種偏振儀、多區域鏡片以及燈塔照明燈。
布儒斯特一生致力普及科學。他是英國科學聯會的創辦人之一，在1849年成為該會主席。他也是一共18卷《愛丁堡百科全書》的編輯之一。

## 早期生活
大衛‧布儒斯特出生於羅克斯巴勒郡傑德堡的自治市，其母瑪格麗特·琪是傑德堡文法學校的校長，其父詹姆斯‧布儒斯特是位聲譽高的老師。他是家中六個孩子中的第三個，大哥詹姆斯是克雷格的牧師，弟弟喬治是法夫斯估尼的牧師，最小的弟弟帕特里克是派思力僧院的牧師。
布儒斯特12歲時被送去愛丁堡大學並在1800年取得藝術碩士學位，準備成為神職人員。他獲准了蘇格蘭教會牧師的許可證，但僅被授與在一個場合講道。由於與身為自學的哲學家、天文學家、數學家朋友親近的關係，培養出他對於自然科學強烈的愛好，沃爾特·司各特聲稱布儒斯特的聲譽如同對於製造望遠鏡特別在行的詹姆斯·偉奇（James Veitch）。

### 光學上的成果

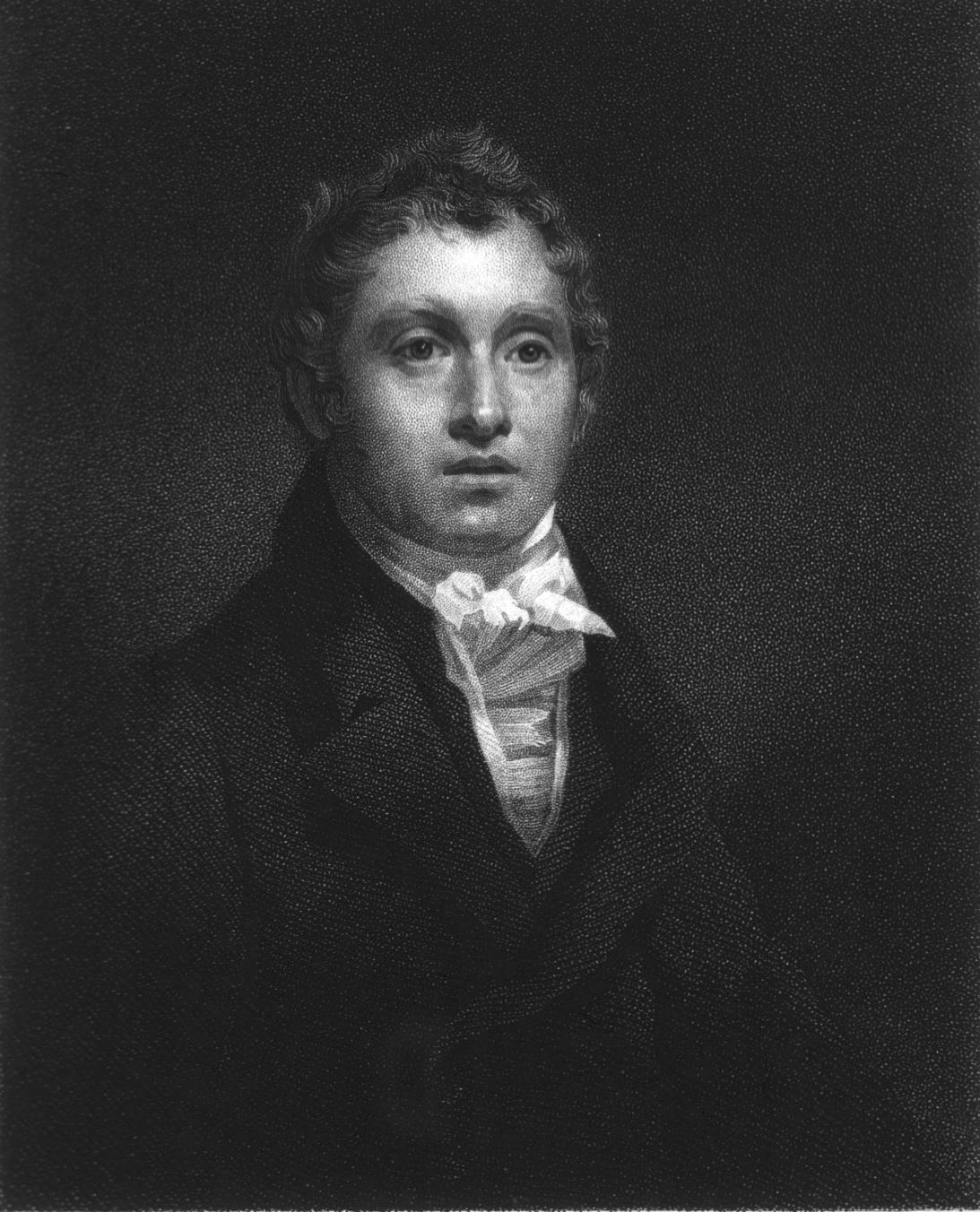
大衛·布儒斯特肖像版刻畫

雖然布儒斯特逐步完成神學的學業並取得傳道的認可，但是他漸漸將注意從他的專業轉移至其他的興趣上。在1799年，他的同學亨利‧布魯厄姆說服他研究光線衍射，他研究的結果有時會通過倫敦《自然科學會報》或其他科學期刊與其他學者進行交流。同時期的艾蒂安-路易·馬呂斯和奧古斯丁·菲涅耳等人都在著力研究同一現象，但布儒斯特仍然單獨取得了重要發現。
以下五個列舉的是他研究當中最重要的幾個主題：
1. 反射與折射光偏振的法則和其他現象的定量法則
2. 熱與壓力誘導出的極化結構
3. 雙折射的晶體和其現象的法則，包含光學的結構和結晶的形式
4. 有金屬特性的反射法則
5. 光的吸收實驗

人們迅速接納了這些研究。在1807年前期，布儒斯特由阿伯丁馬歇爾學院授予法學博士學位；1815年獲選為倫敦皇家學會的成員並得到科普利獎章，1818年獲得拉姆福德獎章。1816年法蘭西學會向他頒發1500法郎，以承認其過去兩年對歐洲最重要的兩項自然科學發明。他又在1821年成為瑞典皇家科學院的外國成員。

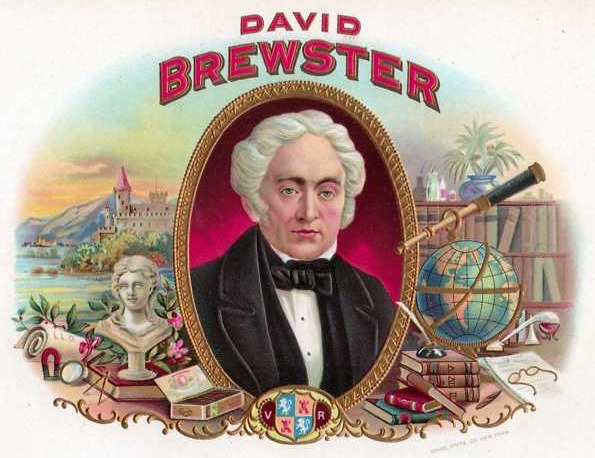
1900年代初期印有布儒斯特肖像的雪茄盒

大約在1815年他不在自然科學界的期間，因所發明的萬花筒在英國、美國、法國有大量的需求而聲名大噪，其肖像甚至印製在雪茄菸盒上。1817年，布儒斯特選擇有名的消色差透鏡發明家菲利浦‧卡彭特為萬花筒的獨家製造者。布儒斯特在1817年為萬花筒申請了專利權，但一個樣板在他被授予專利權前就落入了倫敦的光學儀器商手中。結果，萬花筒被大量生產，但布儒思特未獲得應有的金錢回報。倫敦和巴黎在短短3個月內售出了20萬支萬花筒。

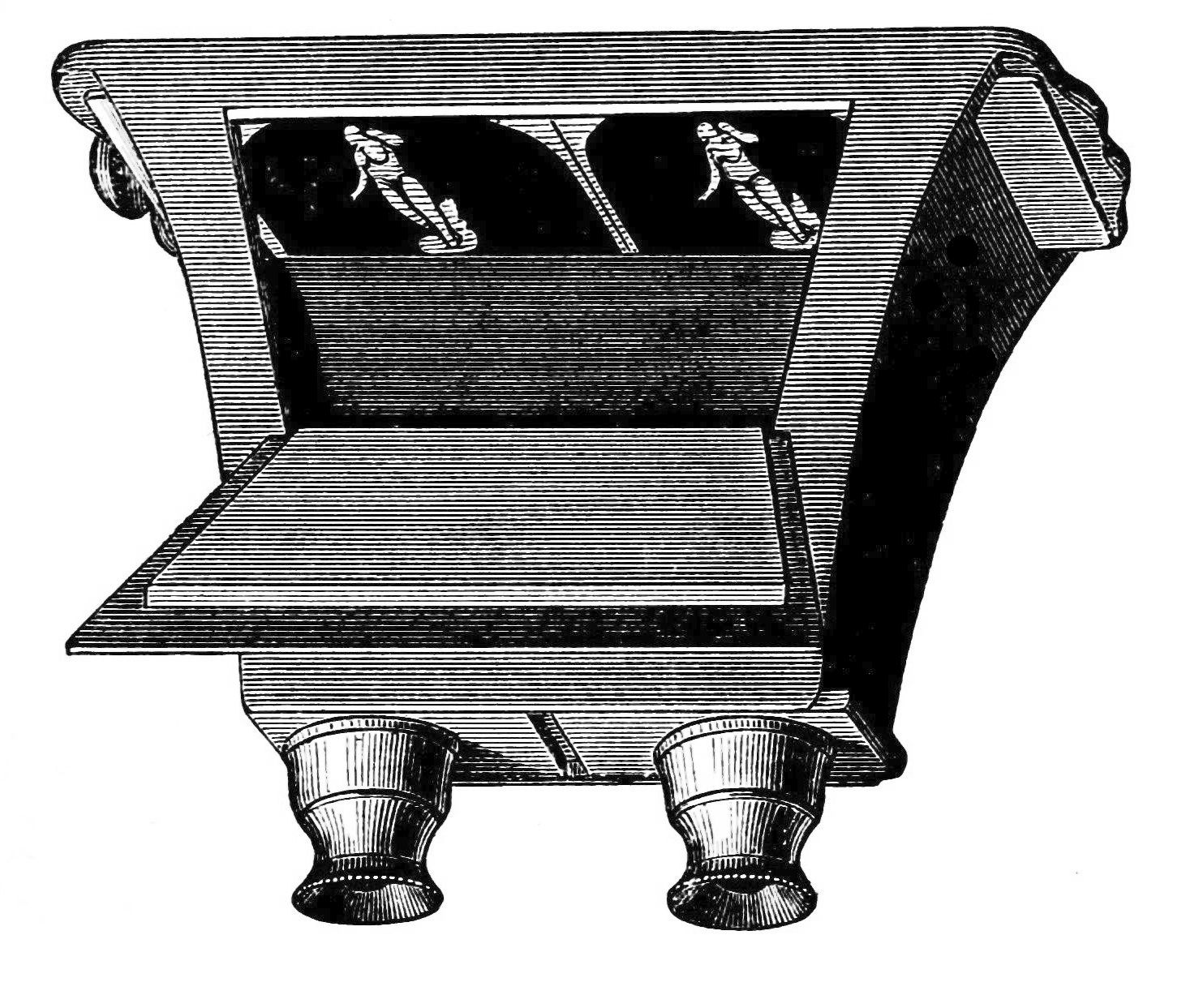
布儒斯特的立體鏡，1849年

布儒斯特同樣因立體鏡而聞名（1849年），但其實查爾斯‧惠斯通早1838年就運用了相同的原理製造出有效但笨重的儀器，利用鏡子將兩個影像結合。

## 其他貢獻
除了發明以外，布儒斯特還對科學做出了其他的貢獻。1799年開始，他定期為《愛丁堡雜誌》撰文，並在20歲時成為該雜誌的編輯。1807年，布儒斯特開始編寫《愛丁堡百科全書》，第一冊在1808年出版，最後一冊在1830年前出版。他在自然科學方面最為拿手，而且該書最有價值的一些文章也出自他的手筆。他在後期更成為《大英百科全書》（第七、八版）的編者之一，其編寫的文章涉及電力學、流體動力學、磁學、顯微鏡、光學、立體鏡和光伏發電等方面。
1819年布儒斯特與羅伯特·詹姆森著手進行了更多的編寫工作，例如取代《愛丁堡雜誌》的《愛丁哲學學報》。前十冊（1819至1824年）是布儒斯特和詹姆森一起編輯的，剩餘的四冊（1825至1826年）則是由詹姆森獨自編輯。在與詹姆森合作結束後，布儒斯特在1824年創辦了《愛丁堡科學學報》，在他1824年至1832年間做編輯時發行了16冊，包括很多出自他本人筆下的文章。
他向不同學術性會刊共投了約三百篇論文，當時幾乎沒有人比他寫得更多。在《北不列顛綜覽》裡就總共有75篇來自布儒斯特的文章。特別重要的是他所著作的艾薩克‧牛頓傳記：1831年他在穆雷家族圖書館出版了一篇有關牛頓生平的短文；1855年他出版了《艾薩克·牛頓生平、著作及發現之懷思》，該傳記是布儒斯特花了20年以上對原手稿等資料蒐集綜合的成果。
布儒斯特在科學期刊中作為編輯，結識了許多頂尖的科學家，而他也意識到在與這一領域的學者進行交流，可從中獲益。他在《約翰‧穆雷季度評論》中對查爾斯·巴貝奇所著《英國科學的衰落》一書進行評論，建議創立「貴族、牧師、仕紳階級和哲學家組成的學會」。這迅速促使了英國科學促進聯會的成立。第一次的會議在1831於約克舉行，布儒斯特、巴貝奇和約翰·赫歇爾為擬定章程起到了領導作用。
同年，布儒斯特獲得爵位以及皇家圭爾夫勳章。1838年他被指派為聖安德魯斯大學聖薩爾瓦托與聖倫納德聯合學院的院長。1849年他以英國科學促進聯會會長的身份，當選為法蘭西學院八位外國院士之一，以接替永斯·貝采利烏斯。十年後，他成為愛丁堡大學校長，直到逝世前幾個月才離職。1855年，法國政府授予他榮譽軍官勛位。
《大英百科全書》第八版的編輯詹姆斯‧D‧福布斯對布儒斯特有如此的評價：「他的科學成就與楊和菲涅耳的不同。但作為雙軸晶體偏振、礦物光學、壓縮雙重摺射法則的發現者，他永遠會在這個年代的學術歷史中佔據舉足輕重的地位。」

## 家庭

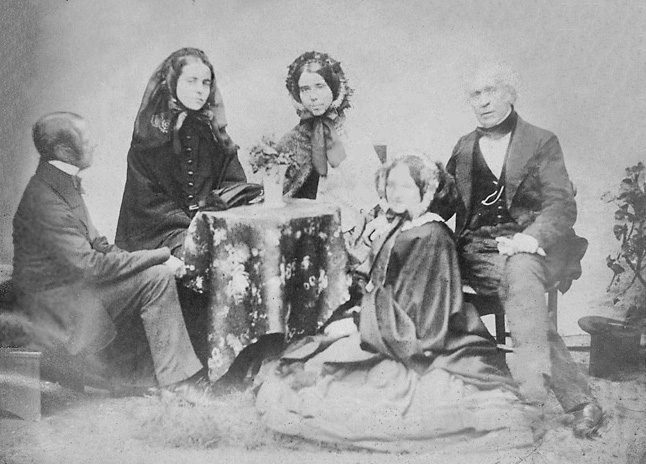
Calvert Jones, Lady Brewster (Jane Kirk Purnell), Mrs. Jones, David Brewster and Miss Parnell (seated)

布儒斯特曾兩次結婚。其第一任妻子是茱麗葉·麥弗遜（Juliet Macpherson，約1776年﹣1850年），詹姆士·麥弗遜（James Macpherson，1736年﹣1796年）之女。他們於1810年7月31日在愛丁堡成婚，育有四子一女：
- 詹姆士（James，1812年﹣？）
- 查爾斯·麥弗遜（Charles MacPherson，1813年﹣1828年），溺亡。[25]
- 大衛·愛德華·布儒斯特（David Edward Brewster，1915年8月7日﹣？），曾駐印度的軍官。[25][26]
- 亨利·克雷吉（Henry Craigie，1816年﹣1905年），軍官、攝影師。[25][27]
- 瑪格麗特·瑪利亞·戈登（Margaret Maria Gordon，1823年﹣1907），曾出版有關布儒斯特的書，[28]被認為是對其一生最完整的敘述。

布儒斯特第二次於1857年3月26或27日在尼斯結婚，第二任妻子是珍·柯克·佩奈爾（Jane Kirk Purnell，1827年﹣？），斯卡伯勒的托馬斯·佩奈爾（Thomas Purnell）之次女。布儒斯特於1868年逝世，在梅爾羅斯修道院下葬，墓位於其第一妻子和長子之墓旁邊。